# فيرجينا هاي
فيرجينا هاي (بالإنجليزية: Virginia Hey)‏ هي ممثلة أسترالية، ولدت في 19 يونيو 1952 بسيدني في أستراليا.

## أعمال

### أفلام
- (1981) ماد ماكس 2
- (1987) أضواء النهار الحية[4][5][6]

### مسلسلات
- ريك ومورتي

## وصلات خارجية
- فيرجينا هاي على موقع IMDb (الإنجليزية)
- فيرجينا هاي على موقع ألو سيني (الفرنسية)
- فيرجينا هاي على موقع ميوزك برينز (الإنجليزية)
- فيرجينا هاي على موقع أول موفي (الإنجليزية)
- فيرجينا هاي على موقع قاعدة بيانات الأفلام السويدية (السويدية)
- فيرجينا هاي على موقع قاعدة بيانات الفيلم (الإنجليزية)
- فيرجينا هاي على موقع كينوبويسك (الروسية)